# Luva descartável

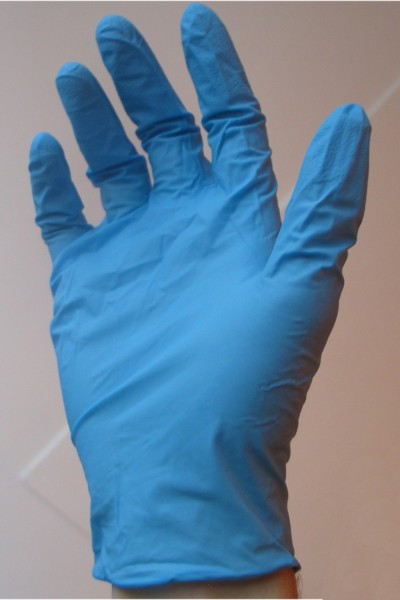
Uma luva descartável de uso médico feita de nitrila

Luvas descartáveis são luvas de uso único geralmente utilizadas para manipulação com material de risco ou processos cirúrgicos. Existem diversos tipos de luvas descartáveis, podendo ser utilizadas por profissionais que trabalham com produtos de limpeza ou por profissionais da área da saúde.
As luvas descartáveis são produzidas a partir de diferentes materiais, como látex, nitrila e vinil.
Existem luvas descartáveis de diversos tamanhos. As luvas descartáveis de uso médico possuem uma numeração que estabelece o tamanho da luva.
Outra característica que diferencia as luvas descartáveis é a presença de talco. As luvas com esse material possuem a vantagem de serem vestidas com mãos suadas sem dificuldades. No entanto, essa substância pode causar alergias.

## Luvas descartáveis de uso médico

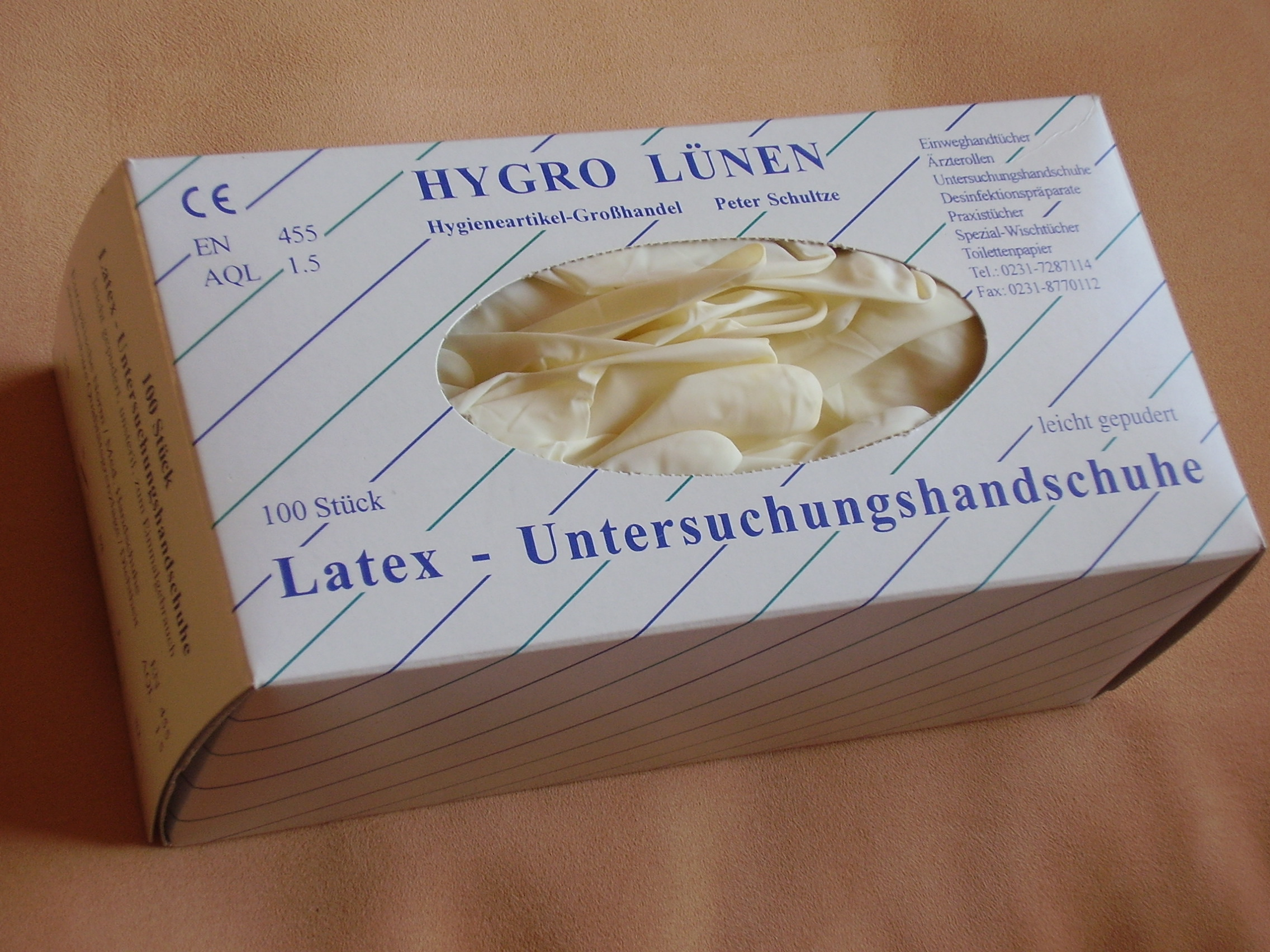
Um pacote de 100 luvas de procedimento não-estéreis

Existem diversos tipos de luvas médicas, sendo as mais comuns as luvas de procedimentos e as luvas cirúrgicas.
As luvas médicas são sempre descartáveis e geralmente se diferenciam em estéreis e não-estéreis. As luvas não-estéreis, geralmente conhecidas como luvas de procedimento, são usualmente embaladas em pacotes com 100 unidades.
Como o uso continuado de luvas de látex pode causar alergias, existem também luvas de vinil e nitrila.
As luvas usadas por equipes socorristas são geralmente não-estéreis, servindo somente para a proteção do socorrista.

## Galeria

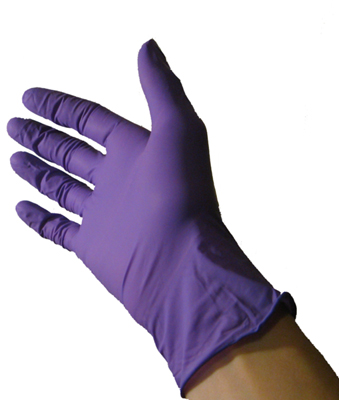
Luva de nitrila
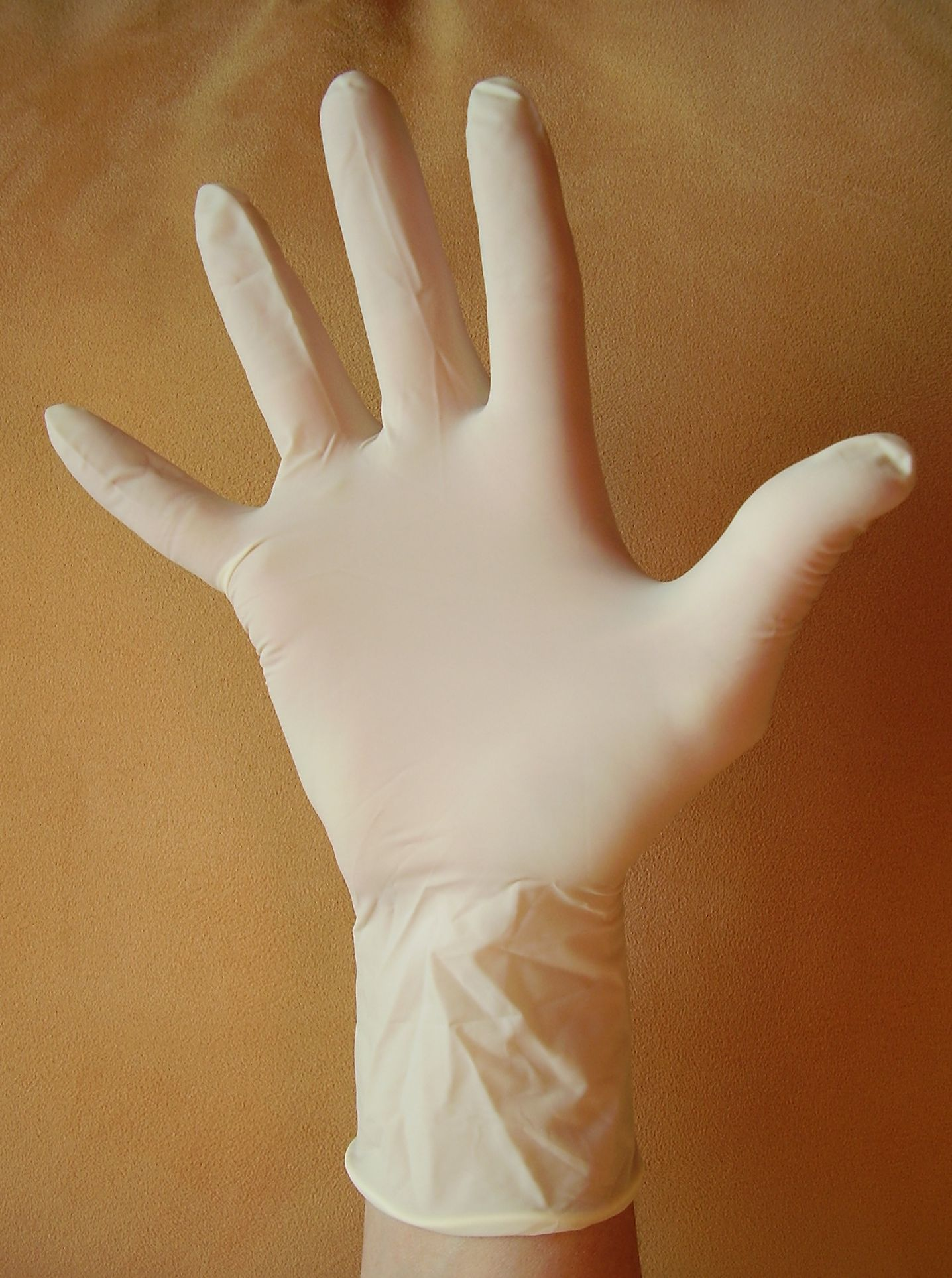
Luva de látex
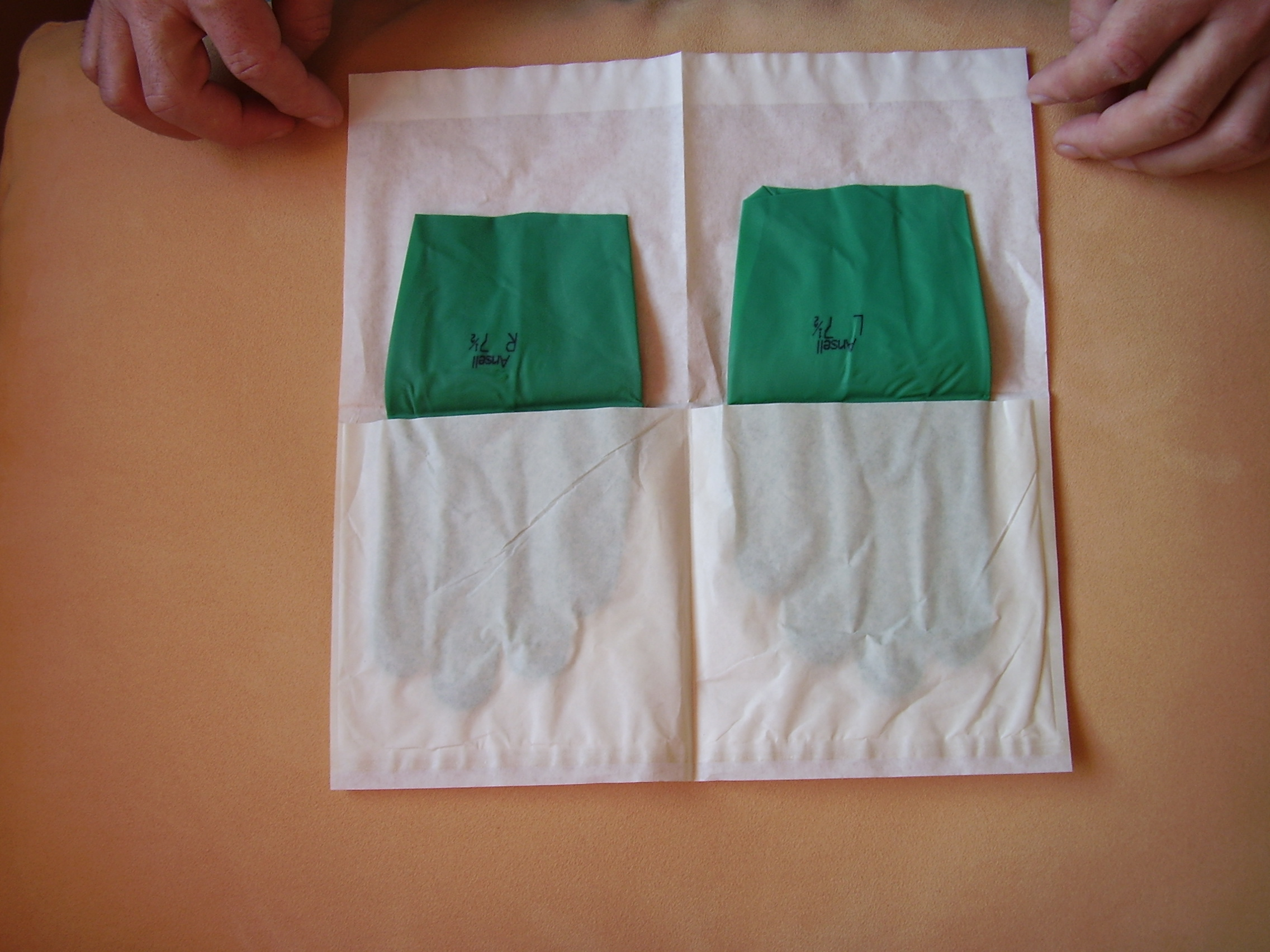
Uma embalagem fechada de luvas cirúrgicas de neoprene
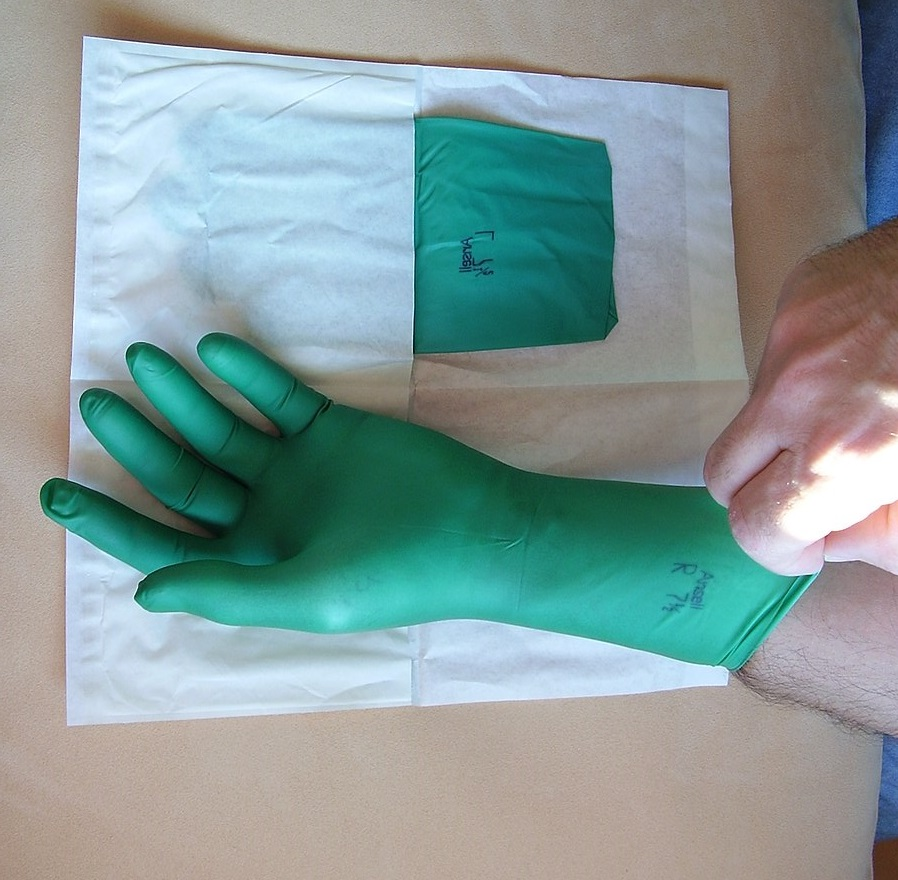
Luvas cirúrgicas de neoprene sendo vestidas
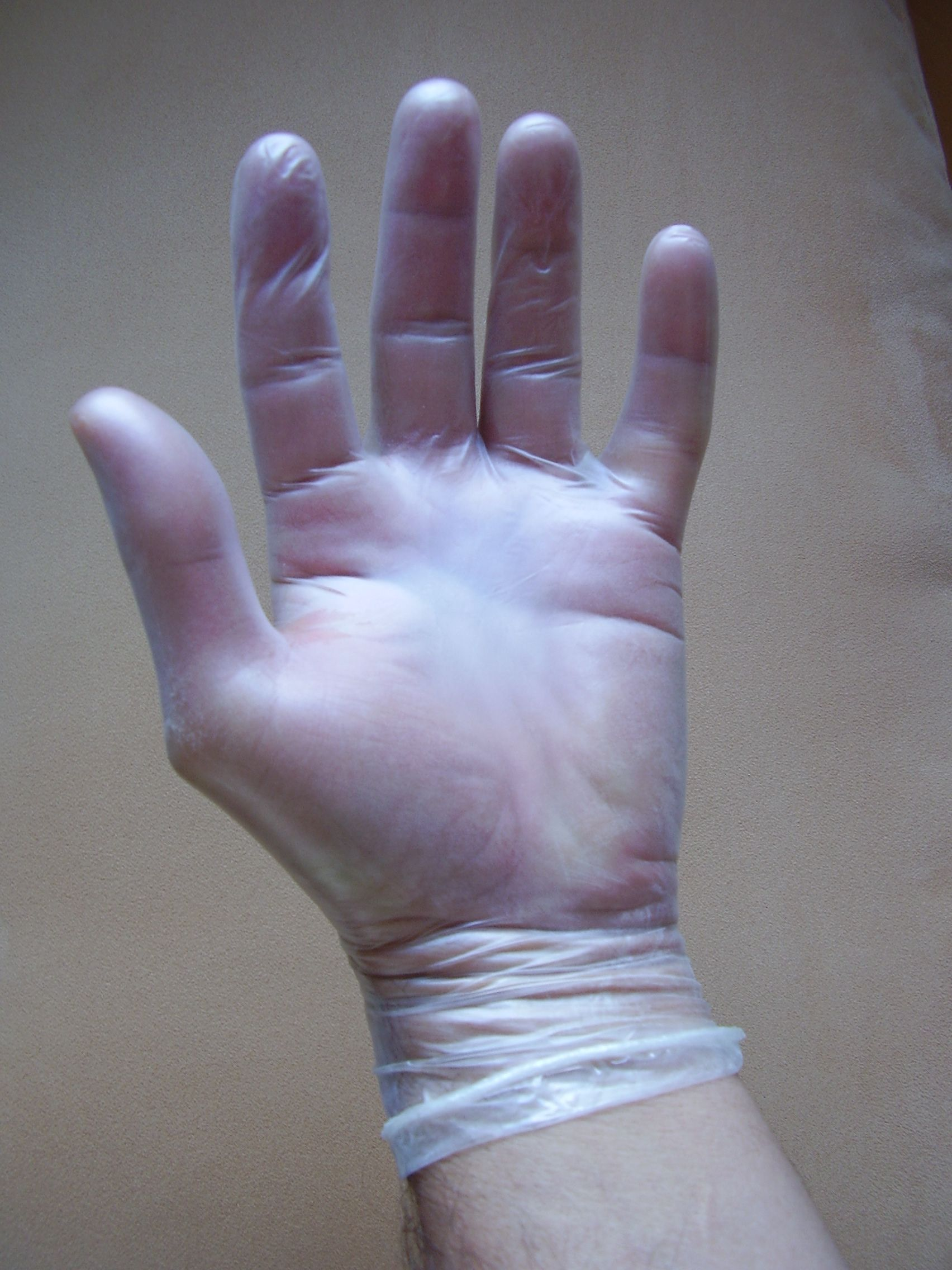
Luva de vinil